# Giochi olimpici intermedi
I Giochi olimpici intermedi (in greco, Μεσοολυμπιακοί Αγώνες) si svolsero ad Atene, capitale della Grecia, dal 22 aprile al 2 maggio 1906.
All'epoca vennero considerati dei Giochi olimpici a pieno titolo, sotto la denominazione di "II Giochi olimpici internazionali in Atene", e avrebbero dovuto essere i primi di una serie di "Giochi olimpici internazionali" ospitati in terra ellenica ogni quattro anni. Tuttavia, l'edizione del 1910 sfumò a causa dello stato di tensione pre-bellica tra la Grecia e l'Impero ottomano, quella del 1914 venne impedita dallo scoppio della prima guerra mondiale e nel dopoguerra l'iniziativa fu definitivamente abbandonata. Poiché questi giochi erano diventati un "eccezione", nel 1949 il Comitato Olimpico Internazionale (CIO) decise di non riconoscerli più come Giochi olimpici ufficiali.
Questi giochi ebbero una grande successo di partecipazione e molte nazioni, specialmente europee, risposero con entusiasmo a questo nuovo appuntamento. Ciò si rivelò molto importante per la sopravvivenza del movimento olimpico, soprattutto dopo gli insuccessi dei Giochi olimpici del 1900 e del 1904.

## Assegnazione
Questa edizione intermedia, tenutasi tra la III e la IV Olimpiade, venne organizzata per celebrare il decimo anniversario del ripristino dei Giochi olimpici.
La Grecia ne approfittò per chiedere al Comitato Olimpico Internazionale di stabilire la città di Atene sede permanente dei Giochi, ma il CIO rifiutò. Un compromesso stabilì che ad Atene si sarebbero tenuti dei Giochi quadriennali negli anni pari non olimpici. La decisione fu presa dal CIO nel corso del III Congresso Olimpico, tenutosi dal 9 al 14 giugno 1905. La manifestazione non ebbe la numerazione olimpica e inizialmente fu chiamata "Jeux Internationaux Olympiques d'Athènes".

## I Giochi

### Discipline

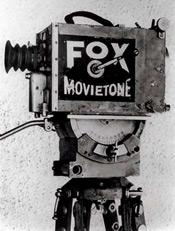
Cerimonia d'apertura (durata: 6'07".)

Ai Giochi olimpici intermedi si svolsero 78 eventi, di 14 discipline, comprese in 12 sport.
- Sport acquatici
  -  Tuffi (1) (dettagli)
  -  Nuoto (4) (dettagli)
- Atletica leggera (21) (dettagli)
- Ciclismo
  -  Ciclismo su strada (1) (dettagli)
  -  Ciclismo su pista (5) (dettagli)
- Scherma (8) (dettagli)
- Calcio (1) (dettagli)
- Ginnastica artistica (4) (dettagli)
- Canottaggio (6) (dettagli)
- Tiro (16) (dettagli)
- Tennis (4) (dettagli)
- Tiro alla fune (1) (dettagli)
- Sollevamento pesi (2) (dettagli)
- Lotta (4) (dettagli)

### Avvenimenti principali

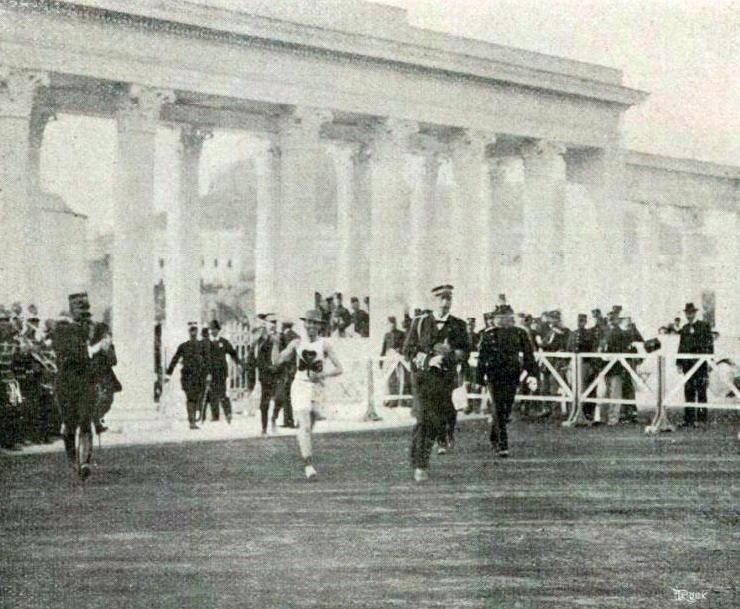
L'arrivo della maratona

Gli atleti statunitensi dominarono le gare di atletica, vincendone 11 su 21. Tre statunitensi, Martin Sheridan (lancio del disco e del peso), Ray Ewry (salto in alto e in lungo da fermo) e Paul Pilgrim (400 e 800 metri piani), vincono due ori a testa: Sheridan si aggiudica anche 3 medaglie d'argento. Sempre nell'atletica Archie Hahn e Jim Lightbody, pluriolimpionici a Saint Louis (l'uno nello sprint e l'altro nel mezzofondo), riescono a bissare, rispettivamente nei 100 e 1500 metri; due ori andarono alla Svezia, con Lemming (giavellotto) e Mellander (pentathlon) e due al Regno Unito con Leahy nell'alto e O'Connor nel triplo.
Verner Järvinen, il primo finlandese a competere ai giochi, vinse la gara del disco stile greco e fu terzo nella gara del disco stile libero. Tornato a casa, viene accolto come un eroe nazionale. La sua affermazione diede un fortissimo impulso alla nascita del movimento olimpico finnico.
L'erede di Fidippide fu un canadese, Billy Sherring, che concluse la maratona in 2:51:23.6 davanti allo svedese Svanberg e all'americano Franck. Ben 4 medaglie (3 d'oro e 1 d'argento) premiarono il tiratore svizzero Louis Richardet, mentre il francese Maxime Omer "Max" Décugis vinse tutto il possibile nel tennis (3 ori, nel singolare, nel doppio maschile - in coppia con Maurice Germot - e nel doppio misto assieme a Marie Decugis). Il singolare femminile se lo aggiudicò la greca Esmée Simirioti.
Nel nuoto i 5 titoli in palio andarono a concorrenti di diversa nazionalità: i 100 stile allo statunitense Charlie Daniels, i 400 all'austriaco Otto Scheff, il miglio al britannico Henry Taylor e la staffetta 4x250 all'Ungheria che schierava József Ónody, Henrik Hajós, Géza Kiss e Zoltán Halmay; la gara di tuffi se l'aggiudicò il tedesco Gottlob Walz.
Fra gli italiani primeggiarono il ciclista Francesco Verri e i membri dell'equipaggio di "Italia 1" (Bruna, Fontanella e Cesana); il ciclista mantovano e i canottieri tornarono in patria con 3 medaglie d'oro ciascuno. Il bolognese Domenico Cotti (1881-1960), in seguito docente di educazione fisica nei Licei classici della sua città (il "Galvani" e il "San Luigi"), vinse una medaglia nel salto con l'asta.
Alberto Braglia (3 futuri ori tra Londra e Stoccolma) si aggiudicò 2 argenti nella ginnastica; nella scherma, i nostri due unici rappresentanti, Gandini e Cesarano, ottennero entrambi il podio.
Nel torneo di calcio la selezione danese ebbe la meglio sulle città "internazionali" di Smirne e Salonicco, mentre la selezione greca fu quarta e ultima; erano assenti i maestri inglesi.

### Conclusione
Quest'edizione "intermedia" si concluse il 2 maggio fra la soddisfazione degli organizzatori e degli atleti che, al contrario di quelli che avevano gareggiato a Parigi e Saint Louis, erano convinti di avere preso parte a una vera Olimpiade. Questa edizione, invece, non sarà mai considerata ufficiale e l'ultimo tentativo fatto in tal senso fallirà nel 1949, quando la proposta di numerarla come "3b" verrà respinta da una commissione presieduta da Avery Brundage, futuro presidente del CIO.

## Medagliere

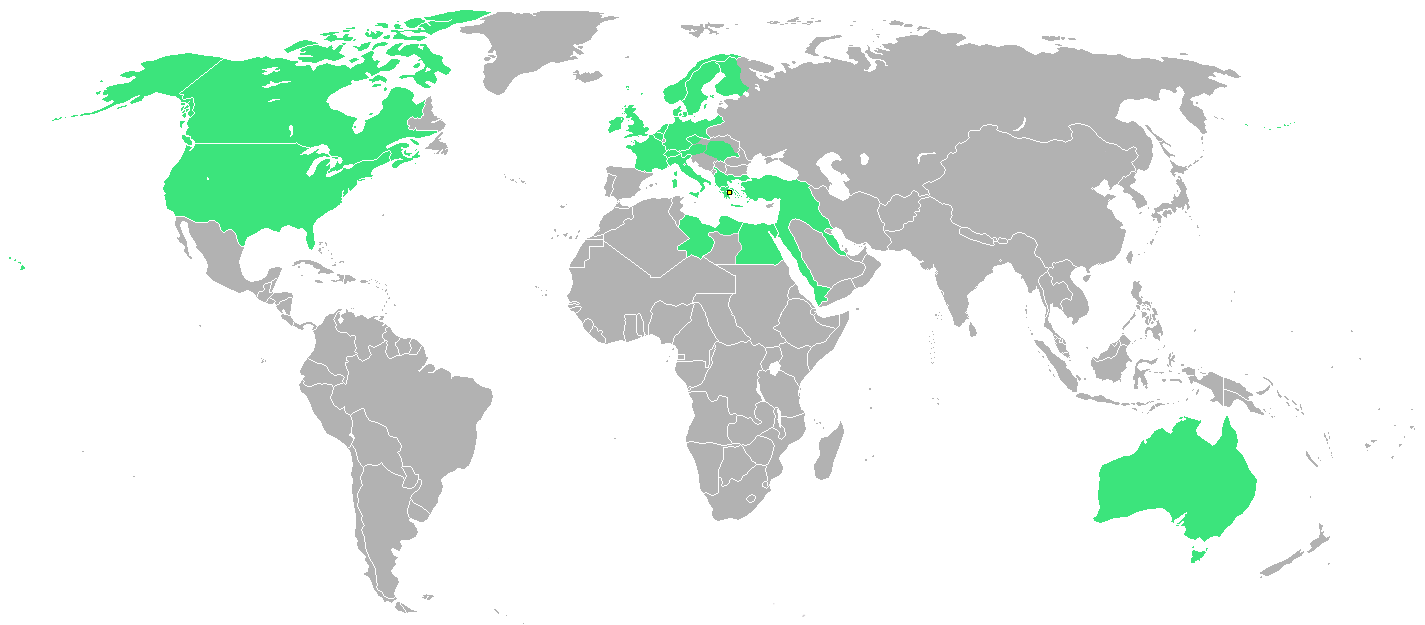
Nazioni partecipanti

| Squadra       |    |    |    | Tot. |
| ------------- | -- | -- | -- | ---- |
| Francia       | 15 | 9  | 16 | 40   |
| Stati Uniti   | 12 | 6  | 6  | 24   |
| Grecia        | 8  | 11 | 11 | 30   |
| Gran Bretagna | 8  | 10 | 5  | 23   |
| Italia        | 7  | 6  | 3  | 16   |
| Svizzera      | 4  | 3  | 1  | 8    |
| Germania      | 3  | 6  | 5  | 14   |
| Austria       | 3  | 3  | 3  | 9    |
| Danimarca     | 3  | 2  | 1  | 6    |
| Svezia        | 2  | 5  | 6  | 13   |
| Ungheria      | 2  | 5  | 3  | 10   |
| Belgio        | 2  | 2  | 3  | 7    |
| Finlandia     | 2  | 1  | 1  | 4    |
| Canada        | 1  | 1  | 0  | 2    |
| Norvegia      | 1  | 1  | 0  | 2    |
| Paesi Bassi   | 0  | 1  | 2  | 3    |
| Egitto        | 0  | 1  | 1  | 2    |
| Irlanda       | 0  | 1  | 0  | 1    |
| Smirne        | 0  | 1  | 0  | 1    |
| Australia     | 0  | 0  | 3  | 3    |
| Boemia        | 0  | 0  | 2  | 2    |
| Salonicco     | 0  | 0  | 1  | 1    |